# 甘棠湖
甘棠湖是位于中国江西省九江市市区内的一个天然湖泊和风景区，面积约80公顷。
湖中有唐代长庆二年（822年）李渤所筑的长堤（李公堤）及思贤桥，将甘棠湖一分为二（东部又称为南门湖）；湖心则有唐代诗人白居易创建的烟水亭（一组水榭建筑），相传东吴名将周瑜曾在此演练水师，又称“点将台”。甘棠湖也是向南眺望庐山的佳处。
1927年7月29日，叶剑英、贺龙和叶挺等人在甘棠湖上的一艘游船上召开了一次会议，并决定发动南昌起义。
甘棠湖有蓝藻泛滥的水污染问题，2019年，九江市政府同意对甘棠湖进行为期三年的蓝藻治理。
江西省九江第一中學位于甘棠湖南岸。

## 文化
清朝书画家江皋在担任瑞昌县令时，曾经著诗称赞了甘棠湖之风景：

## 相关链接
- 《江西通志》中关于甘棠湖的记载 （页面存档备份，存于）